# Bosque de clima Vaticano
El Bosque de clima Vaticano, que se encuentra en el Parque nacional Bükk, de Hungría, fue donado a la Ciudad del Vaticano por una compañía de bonos de carbono. El bosque tiene el tamaño para compensar las emisiones de carbono generadas por el Vaticano durante el año 2007. La aceptación de la oferta por parte del Vaticano, en una ceremonia el 5 de julio de 2007, fue considerada como "puramente simbólica", y una manera de animar a los católicos para hacer algo más para salvaguardar el planeta.